# 圣奥梅尔
圣奥梅尔（法語：Saint-Omer，法語發音：[sɛ̃t‿omɛʁ] ⓘ），法国北部城市，上法兰西大区加来海峡省的一个市镇，同时也是该省的一个副省会，下辖圣奥梅尔区，其市镇面积为16.4平方公里，2022年1月1日时人口数量为14,358人，在法国城市中排名第662位。
圣奥梅尔位于加来海峡省北部，阿河及讷福塞运河左岸，是一个区域性的中心城市和交通枢纽。圣奥梅尔在中世纪时长期为这一区域的商业中心，直至工业革命前仍为加来海峡省人口最多的市镇。法国数学家约瑟夫·刘维尔出生于此地。

## 地名来源
“Omer”一名来自公元7世纪天主教圣人奥多马尔，他曾为泰鲁阿讷主教，并在此地修建了一处天主教堂。

## 历史

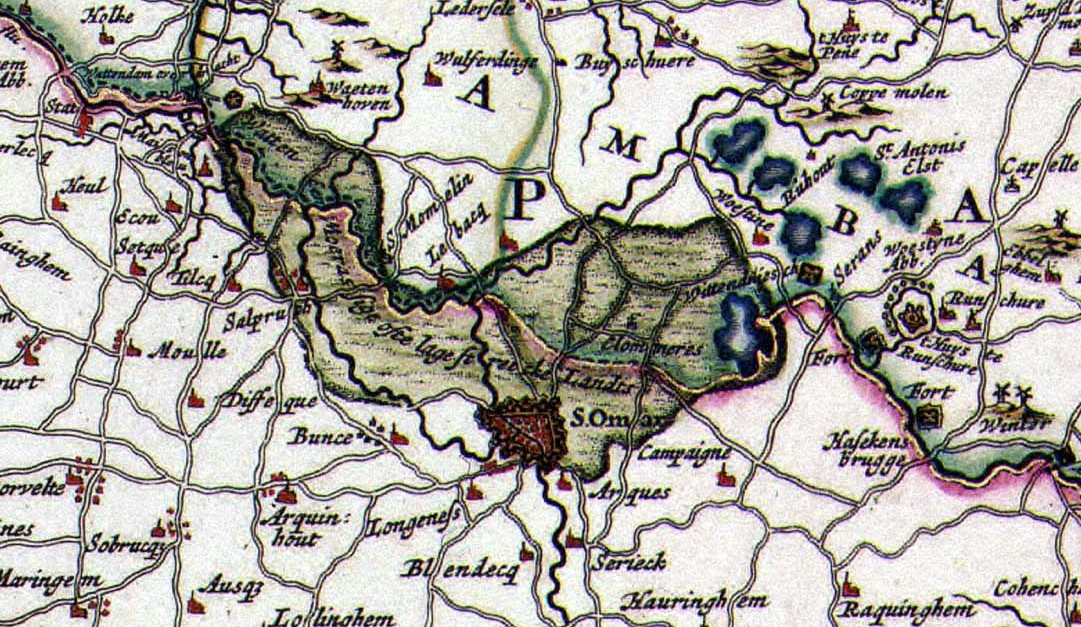
17世纪末的圣奥梅尔地区地图

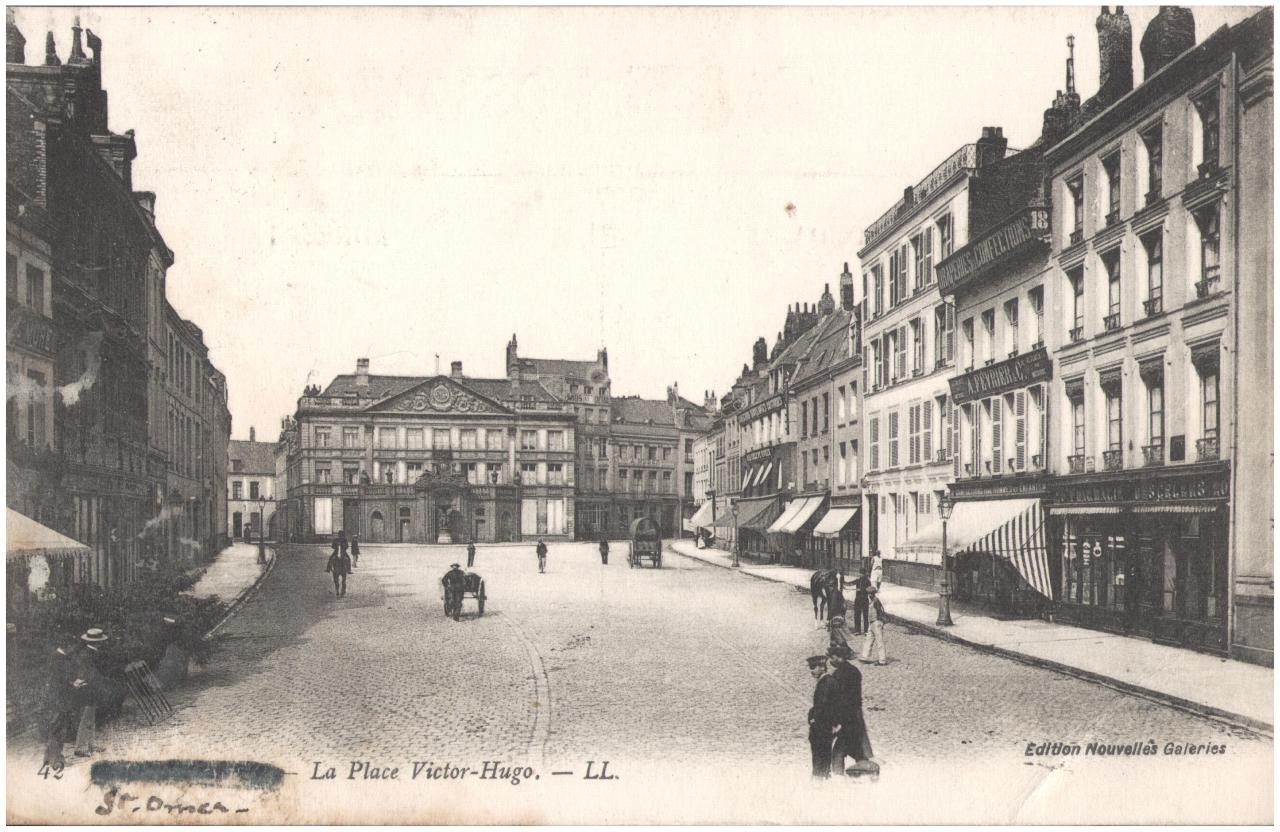
20世纪初的维克多·雨果广场

圣奥梅尔始建于中世纪中期，彼时，该区域为佛兰德伯爵的一处领地。位于阿河畔的圣奥梅尔因其地理位置重要而逐渐形成商业集镇，并出现了城塞。当地领主于格（Hugues de Saint-Omer）于1096年8月17日出发参与第一次十字军东征。中世纪中后期，圣奥梅尔成为一个纺织业中心。1212年，根据《蓬塔旺丹条约》，圣奥梅尔地区被阿图瓦伯爵继承。英法百年战争初期，英格兰军队与佛兰德军队结盟，并于1340年发动圣奥梅尔战役但未能成功。14世纪末起，圣奥梅尔长期被勃艮第公爵控制。1469年5月9日，勃艮第与哈布斯堡签订《圣奥梅尔条约》，莱茵河附近的上阿尔萨斯及黑林山地区被勃艮第公爵征用，1477年，随着大胆查理的身亡，该条约基本作废。1678年，根据《奈梅亨条约》，圣奥梅尔地区被路易十四获得，成为阿图瓦行省的一部分。18世纪后，随着纺织业的进一步发展以及运河的开凿，圣奥梅尔成为阿图瓦的工商业中心，被认为是西佛兰德地区的首府。法国大革命期间，圣奥梅尔圣贝尔坦修道院被勒令关闭，部分设施被卖给了私人。阿图尔行省被撤销，圣奥梅尔被划入新建立的加来海峡省内，并成为该省的一个地区行署，于1800年起成为该省的一个副省会。彼时，圣奥梅尔是加来海峡省人口最多的市镇。工业革命兴起后，随着北部-加来海峡煤矿的开采以及加来海峡沿岸港口的兴起，圣奥梅尔的经济地位有所下降。1830年，圣奥梅尔市政府购买了圣贝尔坦修道院，并将其部分设施拆毁，仅保留主楼，此举曾遭到当时法国文学家维克多·雨果的强烈反对。圣奥梅尔在两次世界大战期间均遭到较为严重的破坏。1947年7月22日，一颗遗留于圣奥梅尔市区的炸弹发生爆炸，致使圣贝尔坦修道院主楼发生坍塌。20世纪中后期，圣奥梅尔的人口数量有所下降。

## 地理

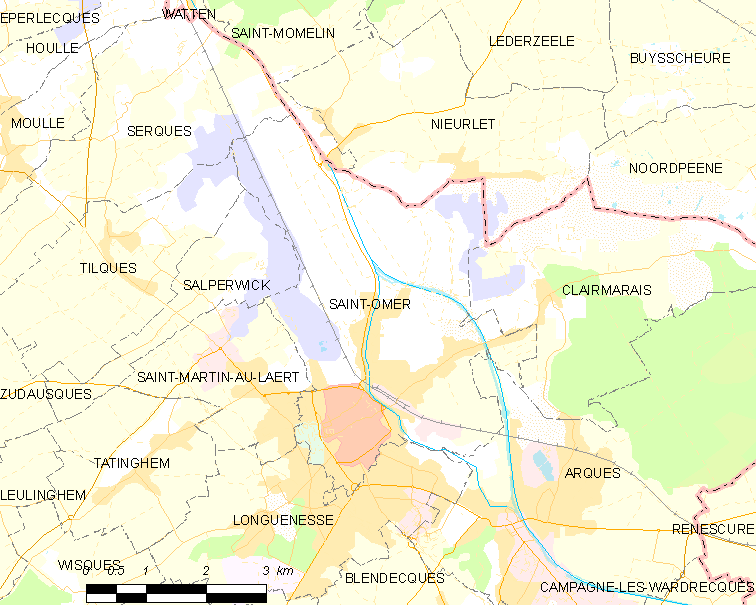
圣奥梅尔市镇范围地图

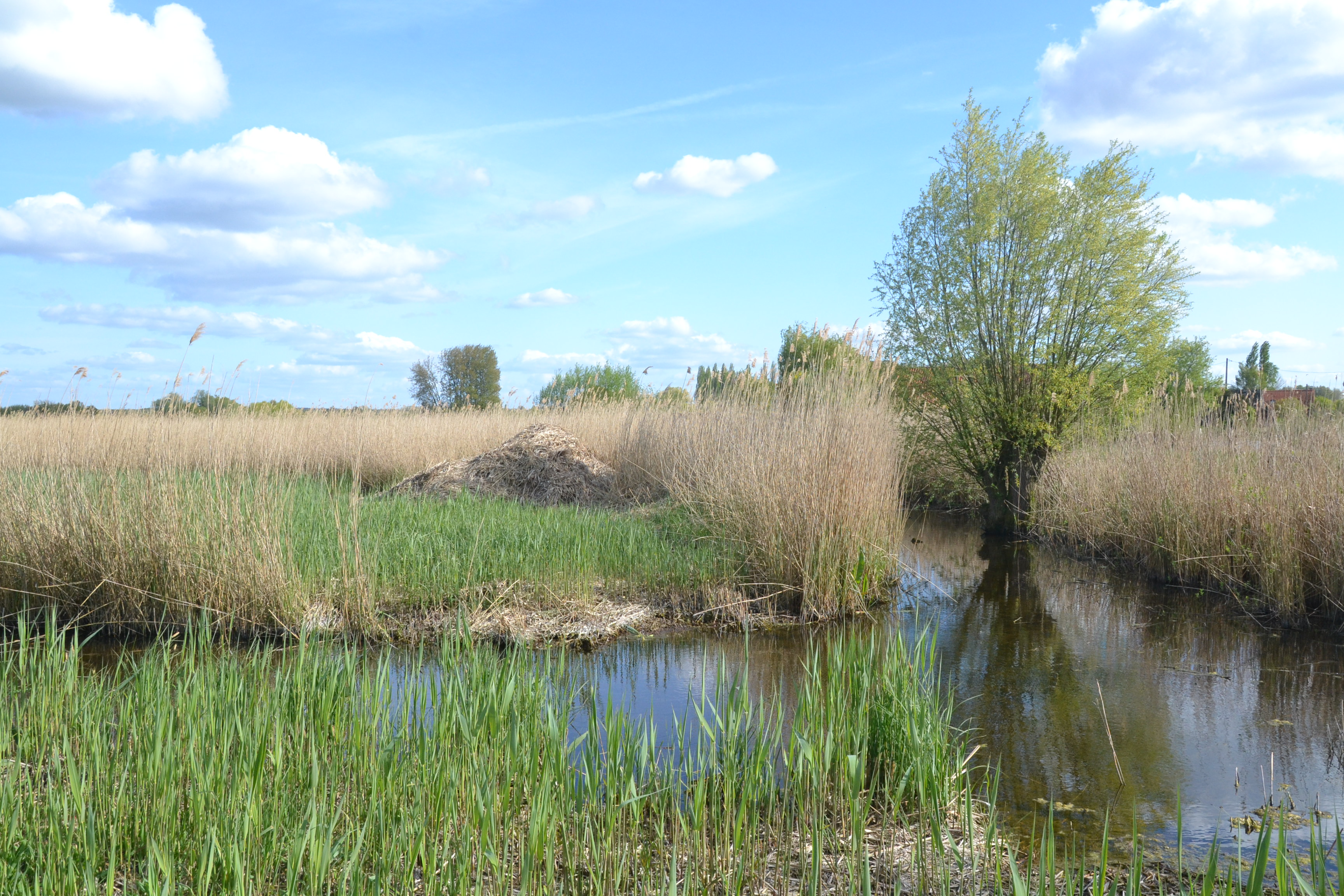
圣奥梅尔附近的沼泽湿地

圣奥梅尔位于法国北部，上法兰西大区北部和加来海峡省北部，距离省会阿拉斯大约80公里。与圣奥梅尔接壤的市镇包括：蒂尔克、尼约尔莱、圣莫姆兰、阿尔克、克莱尔马赖、隆格内斯、圣马丹莱塔坦盖姆、萨尔佩维克、塞尔克。

### 地形
圣奥梅尔位于豪特兰地区腹地，境内以平原为主，市镇中心地势较为平坦，全境海拔在0到27米之间。

### 水文
阿河自东南向西北流经圣奥梅尔市区，该河水量较小，独立注入大西洋；人工开凿的讷福塞运河则位于阿河右岸，与之平行穿越圣奥梅尔市区，该河是敦刻尔克—埃斯科运河的一部分。
圣奥梅尔北部及东部水网密布，被称为圣奥梅尔沼泽，其附近区域自2008年起被设立为罗姆拉尔湖国家自然保护区。

### 植被
圣奥梅尔属于温带阔叶混交林区，镇中心的圣奥梅尔公共花园（Jardin Public de Saint-Omer）是当地主要的城市绿地，林地则多分布于河流及沼泽附近。
在鲜花城市的评比中，圣奥梅尔被评为2星级鲜花城市。

### 气候
圣奥梅尔在柯本气候分类法中属于温带海洋性气候。
距离圣奥梅尔最近的常年气象站位于瓦特境内，以下为该气象站的数据（其中日照数据取自里尔机场）：
| 瓦特1981年－2019年  | 瓦特1981年－2019年 | 瓦特1981年－2019年 | 瓦特1981年－2019年 | 瓦特1981年－2019年 | 瓦特1981年－2019年 | 瓦特1981年－2019年 | 瓦特1981年－2019年 | 瓦特1981年－2019年 | 瓦特1981年－2019年 | 瓦特1981年－2019年 | 瓦特1981年－2019年 | 瓦特1981年－2019年 | 瓦特1981年－2019年 |
| 月份                | 1月                | 2月                | 3月                | 4月                | 5月                | 6月                | 7月                | 8月                | 9月                | 10月               | 11月               | 12月               | 全年               |
| ------------------- | ------------------ | ------------------ | ------------------ | ------------------ | ------------------ | ------------------ | ------------------ | ------------------ | ------------------ | ------------------ | ------------------ | ------------------ | ------------------ |
| 历史最高温 °C（°F） | 15.5 (59.9)        | 19.9 (67.8)        | 23.8 (74.8)        | 28.9 (84.0)        | 32.8 (91.0)        | 35.8 (96.4)        | 37.2 (99.0)        | 37 (99)            | 33.6 (92.5)        | 29.9 (85.8)        | 20.3 (68.5)        | 16.4 (61.5)        | 37.2 (99.0)        |
| 平均高温 °C（°F）   | 7.2 (45.0)         | 7.9 (46.2)         | 11.2 (52.2)        | 14.5 (58.1)        | 18.1 (64.6)        | 20.7 (69.3)        | 23.3 (73.9)        | 23.4 (74.1)        | 20.2 (68.4)        | 15.8 (60.4)        | 10.8 (51.4)        | 7.4 (45.3)         | 15 (59)            |
| 日均气温 °C（°F）   | 4.4 (39.9)         | 4.6 (40.3)         | 7.3 (45.1)         | 9.6 (49.3)         | 13 (55)            | 15.8 (60.4)        | 18.2 (64.8)        | 18.2 (64.8)        | 15.4 (59.7)        | 11.8 (53.2)        | 7.7 (45.9)         | 4.8 (40.6)         | 10.9 (51.6)        |
| 平均低温 °C（°F）   | 1.6 (34.9)         | 1.4 (34.5)         | 3.5 (38.3)         | 4.7 (40.5)         | 8 (46)             | 10.9 (51.6)        | 13.1 (55.6)        | 13 (55)            | 10.6 (51.1)        | 7.9 (46.2)         | 4.6 (40.3)         | 2.1 (35.8)         | 6.8 (44.2)         |
| 历史最低温 °C（°F） | −19.3 (−2.7)       | −14.6 (5.7)        | −9.5 (14.9)        | −4.6 (23.7)        | −1.4 (29.5)        | 1.1 (34.0)         | 4.5 (40.1)         | 4.7 (40.5)         | 1.3 (34.3)         | −6.8 (19.8)        | −9.6 (14.7)        | −13.8 (7.2)        | −19.3 (−2.7)       |
| 平均降水量 mm（）   | 68.4 (2.69)        | 51.4 (2.02)        | 52.3 (2.06)        | 46.9 (1.85)        | 57.2 (2.25)        | 60.2 (2.37)        | 64.6 (2.54)        | 59.6 (2.35)        | 73.9 (2.91)        | 85.1 (3.35)        | 89.8 (3.54)        | 83.2 (3.28)        | 792.6 (31.20)      |
| 月均日照時數        | 65.5               | 70.7               | 121.1              | 172.2              | 193.9              | 206                | 211.3              | 199.5              | 151.9              | 114.4              | 61.4               | 49.6               | 1,617.5            |
| 来源：infoclimat.fr |                    |                    |                    |                    |                    |                    |                    |                    |                    |                    |                    |                    |                    |

## 行政区划
圣奥梅尔是法国上法兰西大区加来海峡省的一个市镇，编号为62765，它也是加来海峡省的一个副省会。圣奥梅尔下辖圣奥梅尔区，隶属于加来海峡省第八选区，管理圣奥梅尔县，同时也是圣奥梅尔地区城市圈公共社区的核心市镇。
圣奥梅尔市镇被划为七个街区，实行街区自治制度。
法国国家统计与经济研究所（简称）在进行数据统计时，将圣奥梅尔及相邻的另外15个市镇设为圣奥梅尔城市核心区（2020年扩充至共23个），并将包括核心区在内的周边共51个市镇划为圣奥梅尔城市区。自2020年起，圣奥梅尔城市区被包含79个市镇的圣奥梅尔城市辐射区代替。此外，还将圣奥梅尔市镇分为了5个“块区”（IRIS），以便于统计人口分布情况。

## 交通

### 公路
加来海峡省省道D209线、D213线、D928线和D942线在圣奥梅尔境内交汇，上法兰西大区下属的城际客运提供巴士线路，可前往敦刻尔克。
| 3 | 35 |

| 11 | 8 |

| 阿拉斯 | 82 |

| 贝蒂讷 | 45 |

| 里尔 | 67 |

| 阿兹布鲁克 | 23 |

| 加来 | 39 |

| 泰鲁阿讷 | 15 |

2018年，57.2%的圣奥梅尔家庭拥有至少一辆私人汽车。2019年，圣奥梅尔境内共发生各类交通事故3起，造成1人遇难，2人受伤。

### 铁路

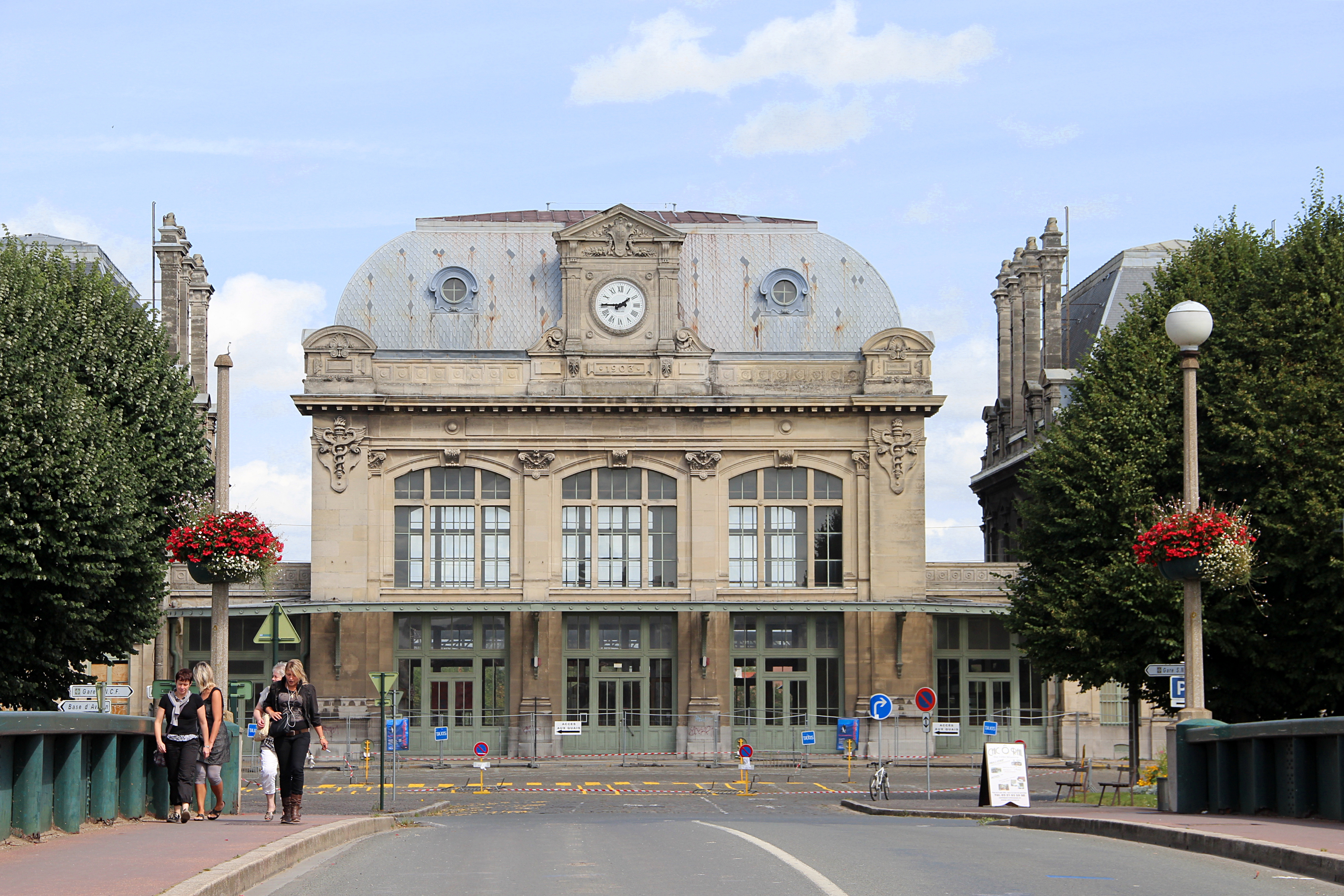
圣奥梅尔火车站的主站房

圣奥梅尔位于里尔－莱丰蒂内特铁路上。圣奥梅尔站位于市区东北部，讷福塞运河北岸，该站停靠往返于里尔和加来一线的区域列车，部分班次可直达阿拉斯。

### 航空
距离圣奥梅尔最近的民用航空站为里尔机场，距离圣奥梅尔市中心的公路里程约77公里。

### 城市公共交通
圣奥梅尔城市公共交通（商业名称为）是当地的城市公共交通系统。截至2022年3月，该系统共包括6条公交线路，路网覆盖了圣奥梅尔市区内的主要街道和居民区。

## 政治

### 市政内阁

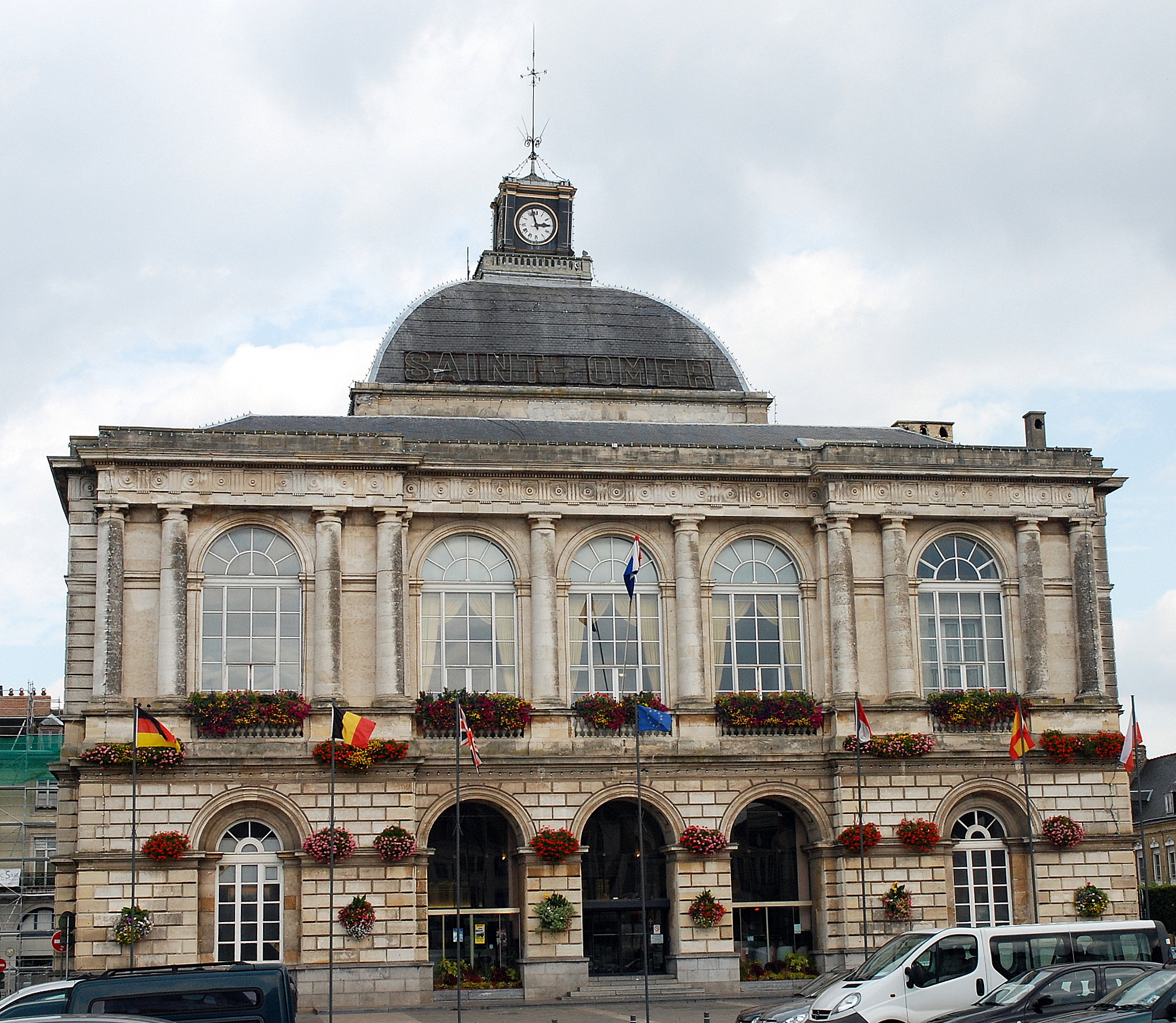
圣奥梅尔市政厅

圣奥梅尔的现任市长为弗朗索瓦·德科斯泰先生（François Decoster），他是民主人士和独立人士联盟的一名成员，在2020年的市政选举中获得了65.77%的支持率。
| 圣奥梅尔历届市长 | 圣奥梅尔历届市长                    | 圣奥梅尔历届市长                              |
| 任期             | 市长                                | 党派                                          |
| ---------------- | ----------------------------------- | --------------------------------------------- |
| 1944年－1945年   | Pierre Guillain 皮埃尔·吉兰         | DVG左翼无党派人士                             |
| 1945年－1947年   | Célina Roye 塞莉纳·鲁瓦             | 不详                                          |
| 1947年－1953年   | Marcel Merlin 马塞尔·梅兰           | 不详                                          |
| 1953年－1965年   | Pierre Guillain 皮埃尔·吉兰         | DVG左翼无党派人士 →CNIP全国独立人士与农民中心 |
| 1965年－1977年   | Raymond Senellart 雷蒙·瑟内拉尔     | DVD右翼无党派人士                             |
| 1977年－1983年   | Jean Saint-André 让·圣安德烈        | PS社会党                                      |
| 1983年－2008年   | Jean-Jacques Delvaux 让-雅克·德尔沃 | RPR保衛共和聯盟 →UMP人民运动联盟              |
| 2008年－2014年   | Bruno Magnier 布吕诺·马尼耶         | PS社会党                                      |
| 2014年－         | François Decoster 弗朗索瓦·德科斯泰 | UDI民主人士和独立人士联盟                     |

### 各级选举
| 圣奥梅尔历届投票选举结果 | 圣奥梅尔历届投票选举结果 | 圣奥梅尔历届投票选举结果 | 圣奥梅尔历届投票选举结果     | 圣奥梅尔历届投票选举结果     | 圣奥梅尔历届投票选举结果 | 圣奥梅尔历届投票选举结果     | 圣奥梅尔历届投票选举结果     | 圣奥梅尔历届投票选举结果 | 圣奥梅尔历届投票选举结果 |
| 选举项目                 | 选举范围                 | 选区单位                 | 选举结果                     | 选举结果                     | 选举结果                 | 选举结果                     | 选举结果                     | 选举结果                 | 参考资料                 |
| 选举项目                 | 选举范围                 | 选区单位                 | 第一轮胜出者                 | 第一轮胜出者                 | 支持率                   | 第二轮胜出者                 | 第二轮胜出者                 | 支持率                   | 参考资料                 |
| ------------------------ | ------------------------ | ------------------------ | ---------------------------- | ---------------------------- | ------------------------ | ---------------------------- | ---------------------------- | ------------------------ | ------------------------ |
| 2017年法國總統選舉       | 法國                     | 市镇                     |                              | 玛丽娜·勒庞                  | 25.41%                   |                              | 埃马纽埃尔·马克龙            | 60.64%                   | [ 32 ]                   |
| 2017年法国立法选举       | 加来海峡省第八选区       | 市镇                     |                              | 伯努瓦·波特里                | 31.01%                   |                              | 伯努瓦·波特里                | 68.46%                   | [ 32 ]                   |
| 2019年欧洲议会选举       | 法國                     | 市镇                     |                              | 若尔丹·巴尔代拉              | 27.18%                   | （不适用）                   | （不适用）                   | （不适用）               | [ 33 ]                   |
| 2021年法国省级选举       |                          | 县                       |                              | 贝特朗·珀蒂 索菲·瓦罗-勒迈尔 | 55.94%                   |                              | 贝特朗·珀蒂 索菲·瓦罗-勒迈尔 | 88.17%                   | [ 34 ]                   |
| 2021年法国省级选举       | 市镇                     |                          | 贝特朗·珀蒂 索菲·瓦罗-勒迈尔 | 44.35%                       |                          | 贝特朗·珀蒂 索菲·瓦罗-勒迈尔 | 88.75%                       |                          | [ 34 ]                   |
| 2021年法国大区选举       | 上法蘭西大區             | 市镇                     |                              | 格扎维埃·贝特朗              | 46.5%                    |                              | 格扎维埃·贝特朗              | 60.42%                   | [ 35 ]                   |

## 人口
2018年，圣奥梅尔市镇人口数量为14,726，在法国排名第662位。其中男性7,121人，女性7,605人，75岁及以上人口占6.1%，外籍人口数量为4,498人，人口密度为898人/平方公里，当地居民被称为（男性）和（女性）。2019年，圣奥梅尔境内出生191人，死亡人口154人。
| 圣奥梅尔1901年－2019年人口变化情况 |
|                                    |
| 数据来源：Cassini、INSEE           |

## 经济

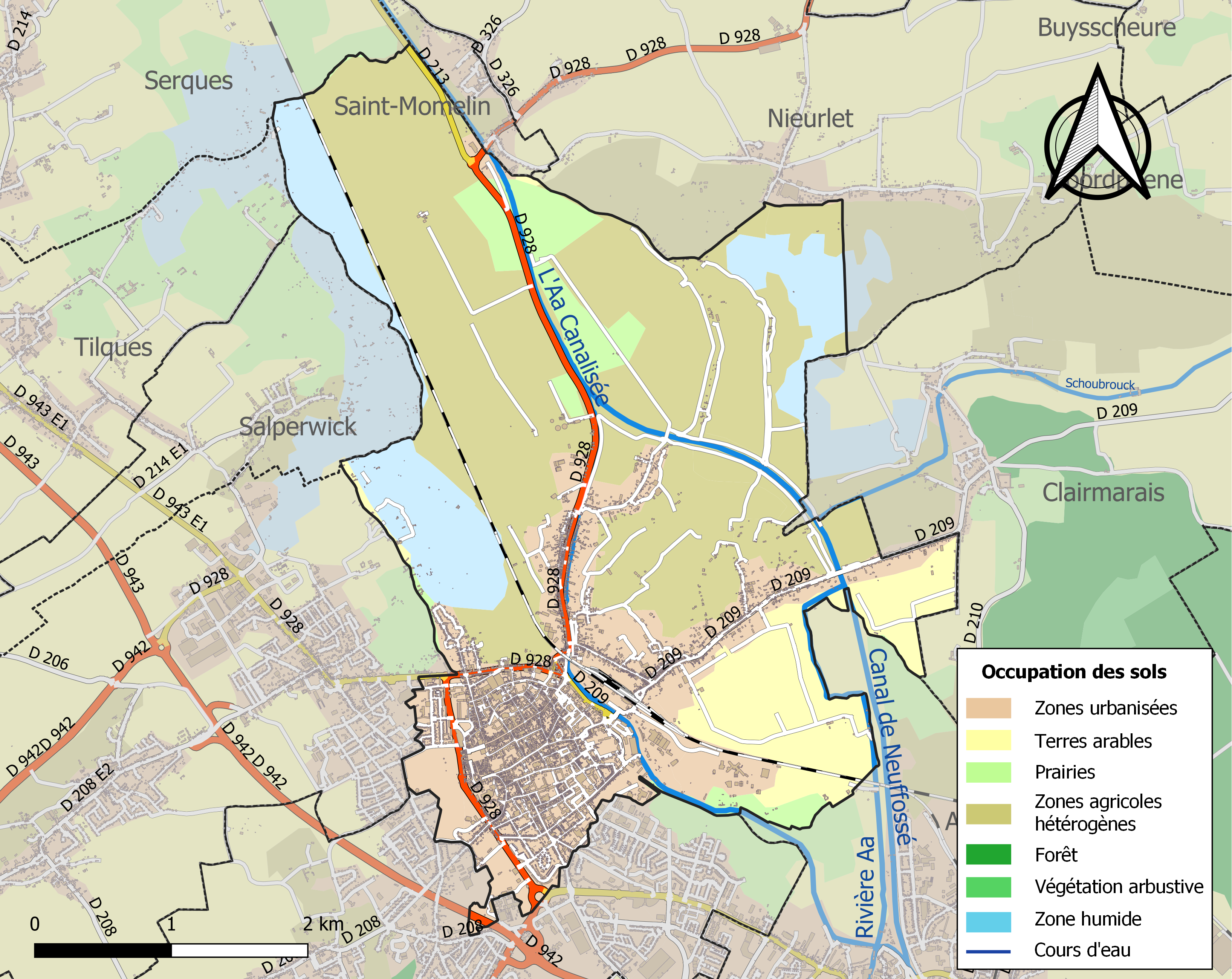
圣奥梅尔土地利用情况地图

圣奥梅尔是一个区域性的中心城市。截止2022年3月，圣奥梅尔市镇范围内共有各类用人单位（包含自雇）2,570家，平均历史为17年，其中99.36%为中小型企业（PME）。（汽车配件销售）、（玻璃制品销售）及（工程）是当地2020年营业额最高的三个企业，分别为4,071,915欧元、3,561,226欧元和2,656,640欧元。

## 财政与居民收入
2020年，圣奥梅尔的财政收入总额为17,813,800欧元，财政支出总额为15,554,100欧元，当年的债务总额为16,692,900欧元。2021年，圣奥梅尔共获得5,540,661欧元的国家财政补助，比上一年增加了1.33%。
2019年，圣奥梅尔的人均月收入总额为2,003欧元，其中高级职员为3,720欧元，低于法国平均水平（4,230欧元）；中级职员为2,232欧元，低于法国平均水平（2,411欧元）；普通职员为1,610欧元，亦低于法国平均水平（1,740欧元）。
2018年，圣奥梅尔境内的青壮年（15至64岁）失业率为26.8%，当地35.1%的家庭拥有纳税资格，平均纳税3,667欧元，低于法国平均水平（3,910欧元）。

## 社会事务

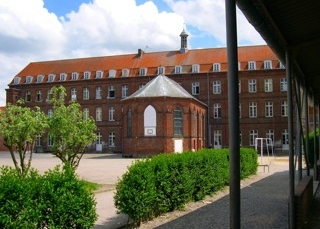
圣奥梅尔的一所初级中学

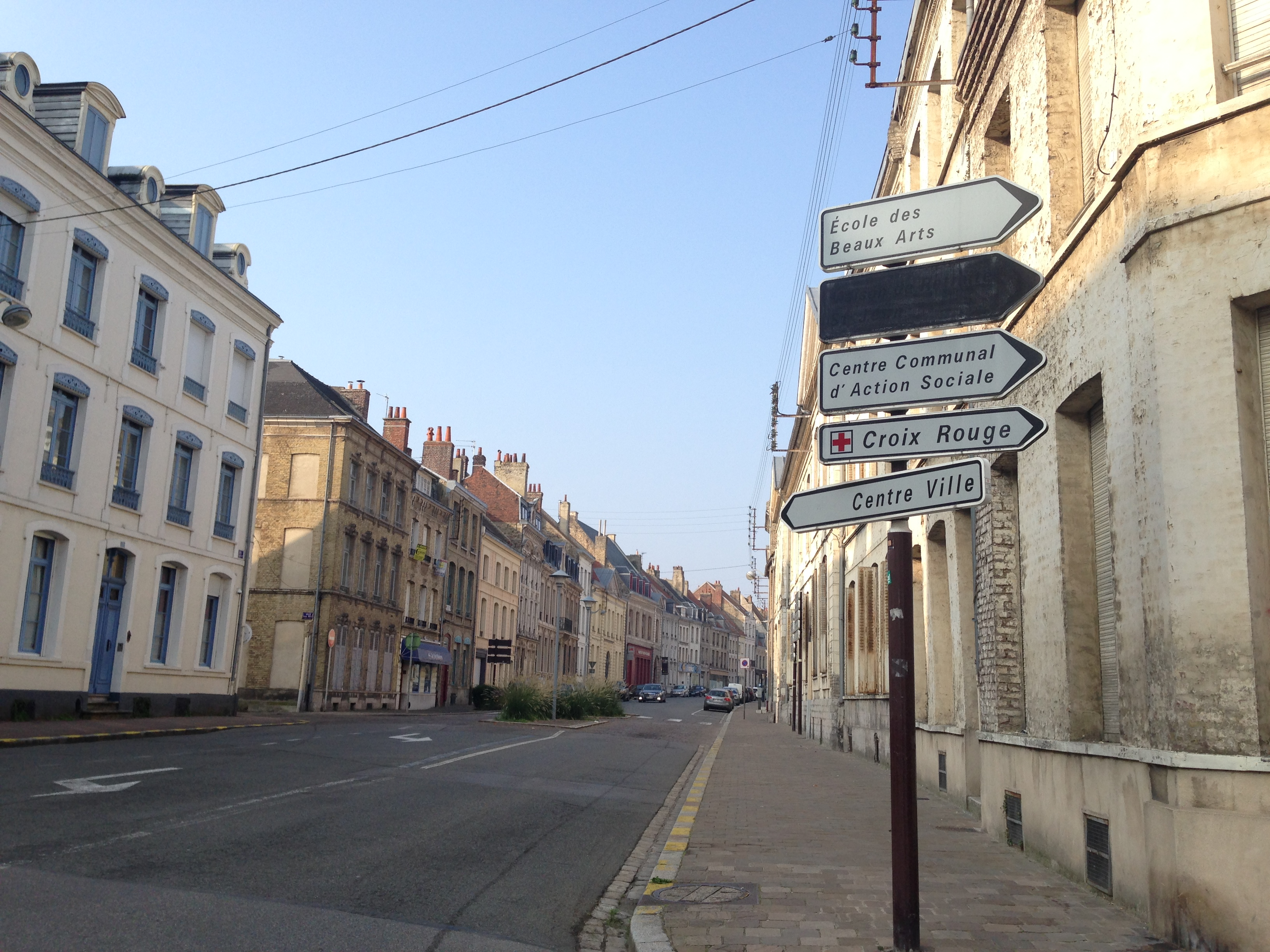
圣奥梅尔镇中心的街道

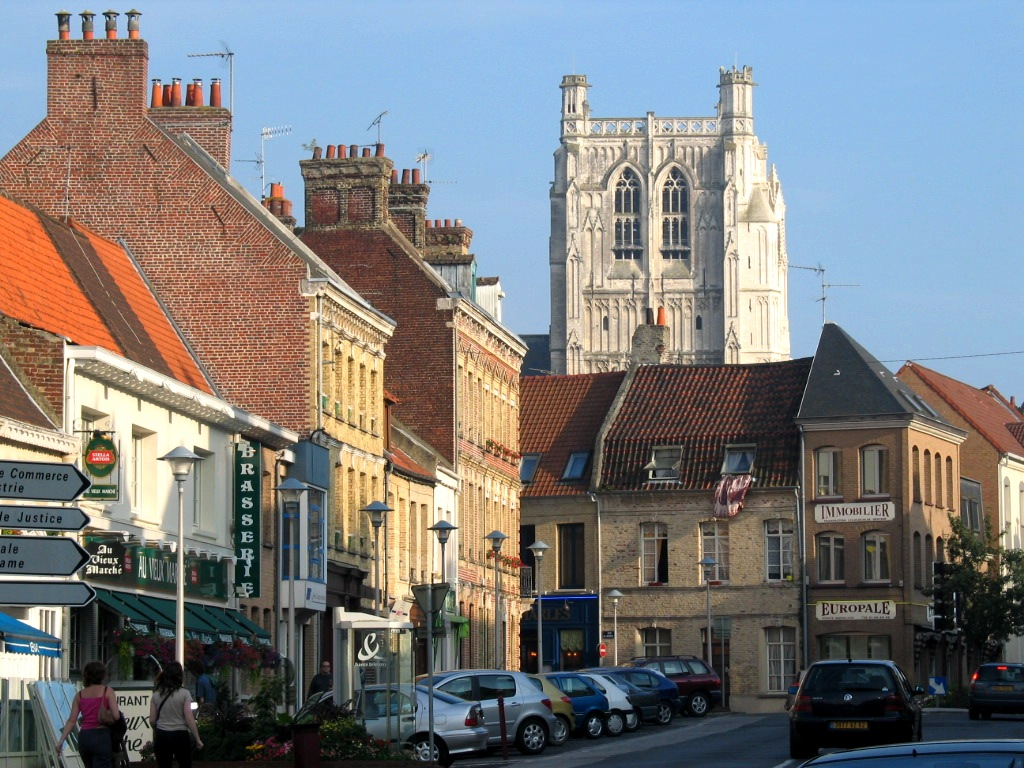
皮埃尔·博诺姆广场

### 教育
圣奥梅尔属于里尔学区。截止2020年1月1日，圣奥梅尔境内共有2所幼儿园、11所小学、4所初级中学、3所普通高中和1所职业高中。2018至2019学年度，圣奥梅尔境内共有在校中等教育阶段学生3,828名。
在高等教育方面，滨海大学在圣奥梅尔附近设有一处大学技术学院，开设有六个专业，共有在校学生约两百余人。

### 医疗
截止2020年1月1日，圣奥梅尔境内共有全科医生25名、保健师31名、牙医19名、护士20名、眼科医生3名、助产士3名、儿科医生2名和妇科医生2名。境内共有药房8家、养老院7家、残疾人帮扶中心2家。
圣奥梅尔中心医院（Centre Hospitalier de Saint-Omer）是法国的一个区域性医疗机构，其主病区位于圣奥梅尔市区，设有床位417个，是当地规模最大的公立综合性医院。

### 住房
2018年，圣奥梅尔境内共有各类住房8,325套，其中40.3%为独立式居民区，59.2%为集中式居民区。常住房屋占圣奥梅尔市镇范围内居民建筑总量的84.2%。
在住房保障政策方面，2020年，圣奥梅尔境内共有3,197户家庭获得了住房经济补助，受益人数占总人口数量的21.7%，其中3,154份为房租补助。

### 商业
2019年，圣奥梅尔境内共有各类实体商铺473家，其中餐厅84家、大型超市4家、杂货店5家、面包房17家、肉铺5家、书店6家、装饰品店2家、银行门店11家、美容美发店38家、汽车维修店11家。市区东南部与隆格内斯及阿尔克交界处建有大型开放式商业街区，有欧尚、迪卡侬、Intersport、Action、Aldi等购物超市。

### 体育
2020年，圣奥梅尔境内共有6间体育馆、1座综合体育场、9处网球场、2处足球或橄榄球场以及2处篮球或排球场。
截至2022年2月，圣奥梅尔境内共有三家注册足球俱乐部，其中包括一家五人制足球队。圣奥梅尔地区体育联盟（编号500368）是当地的代表性足球队，成立于1894年，2021至2022赛季参加法国全国丙组联赛（法国第五级别）。
圣奥梅尔皮划艇俱乐部成立于2009年，由当地皮划艇爱好者自发组建，并由圣奥梅尔市政府管理。

### 环境
圣奥梅尔的环境事务由其所属的圣奥梅尔地区城市圈公共社区负责。2019年，圣奥梅尔境内共有4家污染企业。

### 治安
2019年，圣奥梅尔市镇范围内共有2处派出所。
2020年，圣奥梅尔警区（zone police de Saint-Omer）辖区内共7个市镇累计发生各类案件2,708起，其中盗窃类案件1,052起，经济类案件331起，毒品交易类案件335起。

## 文化
2020年，圣奥梅尔境内共有1家电影院、2家博物馆和1家音乐厅。圣奥梅尔地区城市圈公共社区在圣奥梅尔市区建有一处多媒体中心，每周二至六向公众开放。

### 建筑
圣奥梅尔境内有多处历史建筑，其中包括圣奥梅尔圣母大教堂、圣贝尔坦修道院遗址、圣德尼教堂等为法国国家文物保护单位。

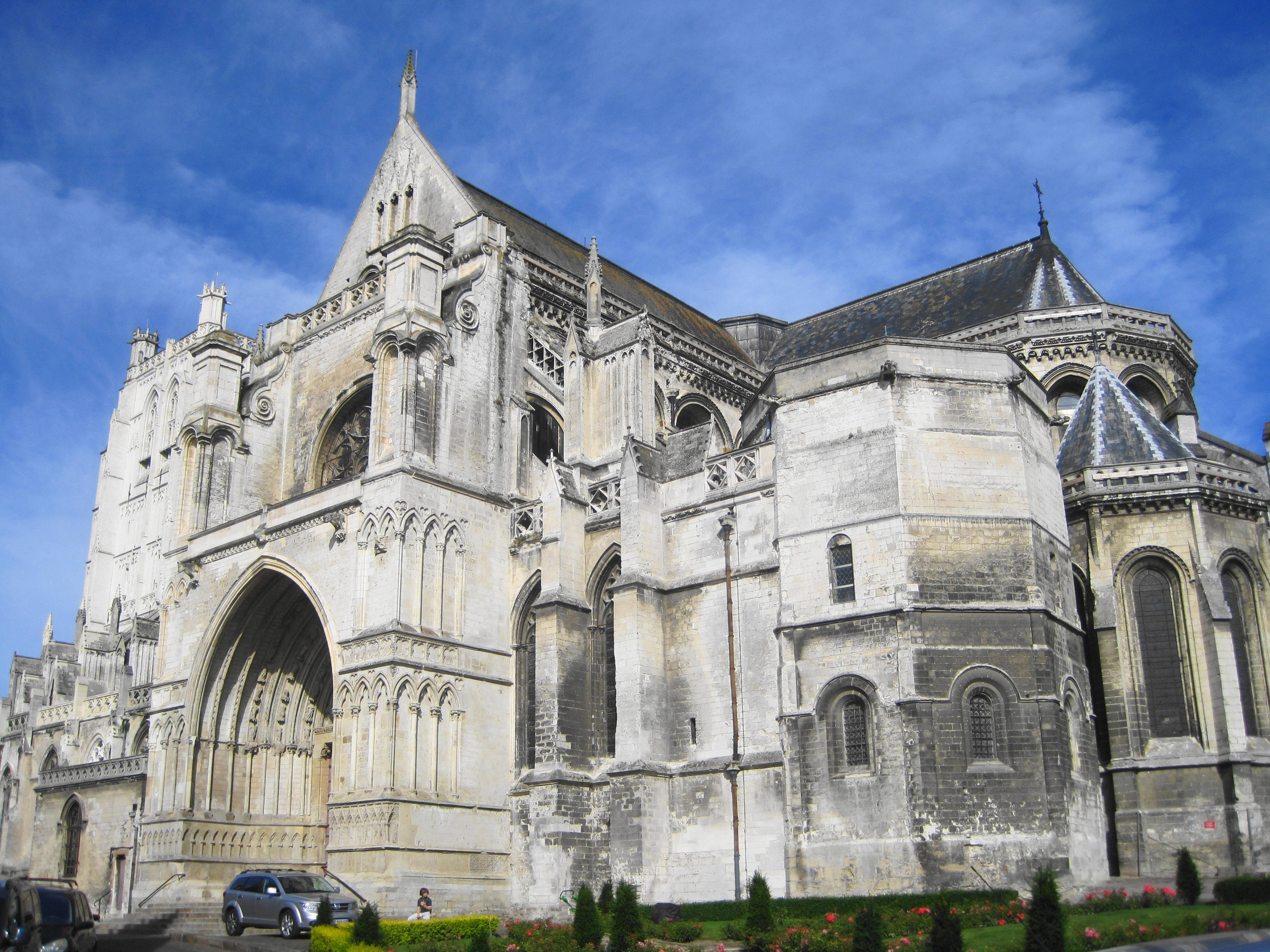
圣奥梅尔圣母大教堂（法语：Cathédrale Notre-Dame de Saint-Omer）
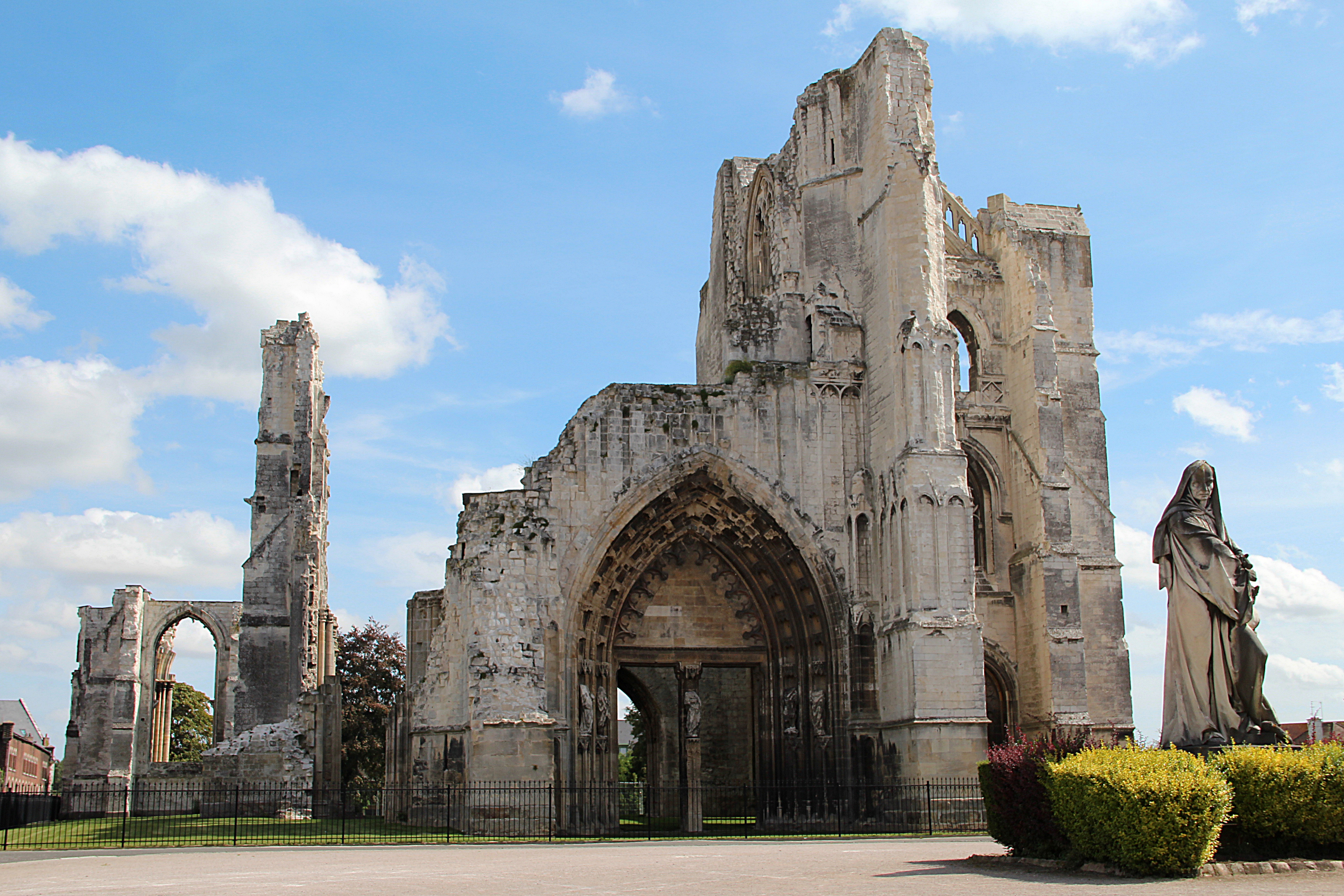
圣贝尔坦修道院（法语：Abbaye Saint-Bertin de Saint-Omer）遗址
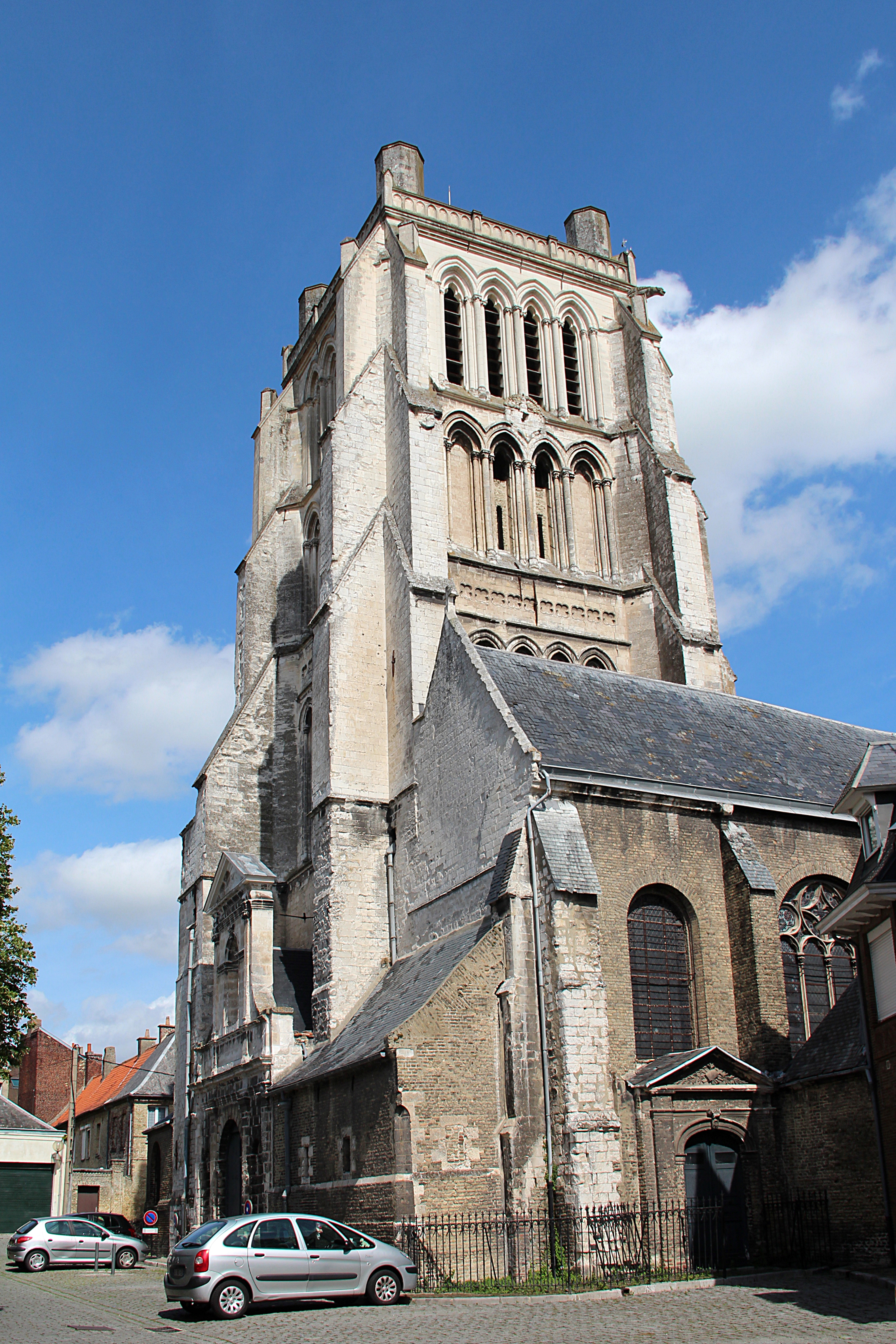
圣德尼教堂（法语：Église Saint-Denis de Saint-Omer）
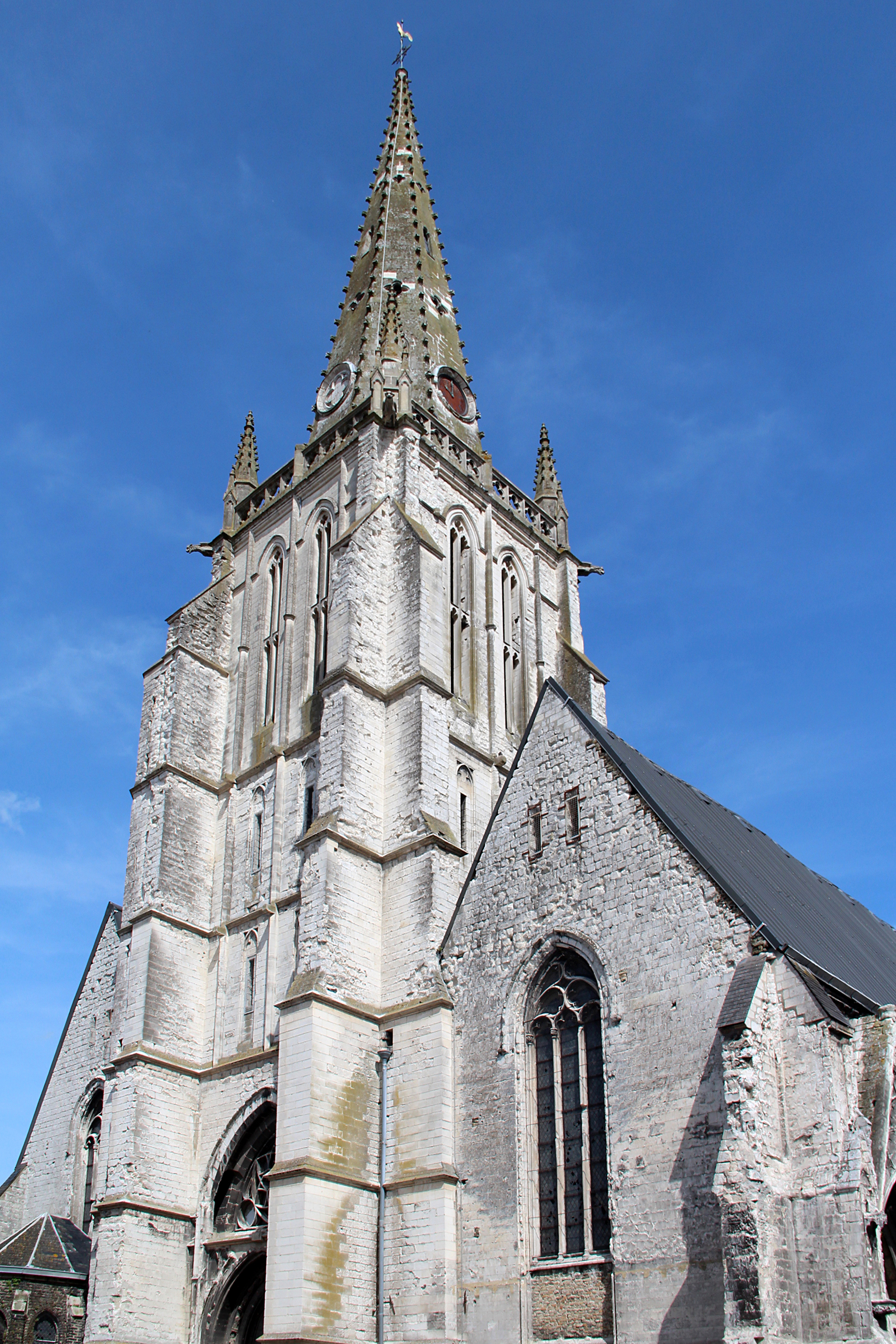
圣塞皮尔克尔教堂（法语：Église Saint-Sépulcre de Saint-Omer）
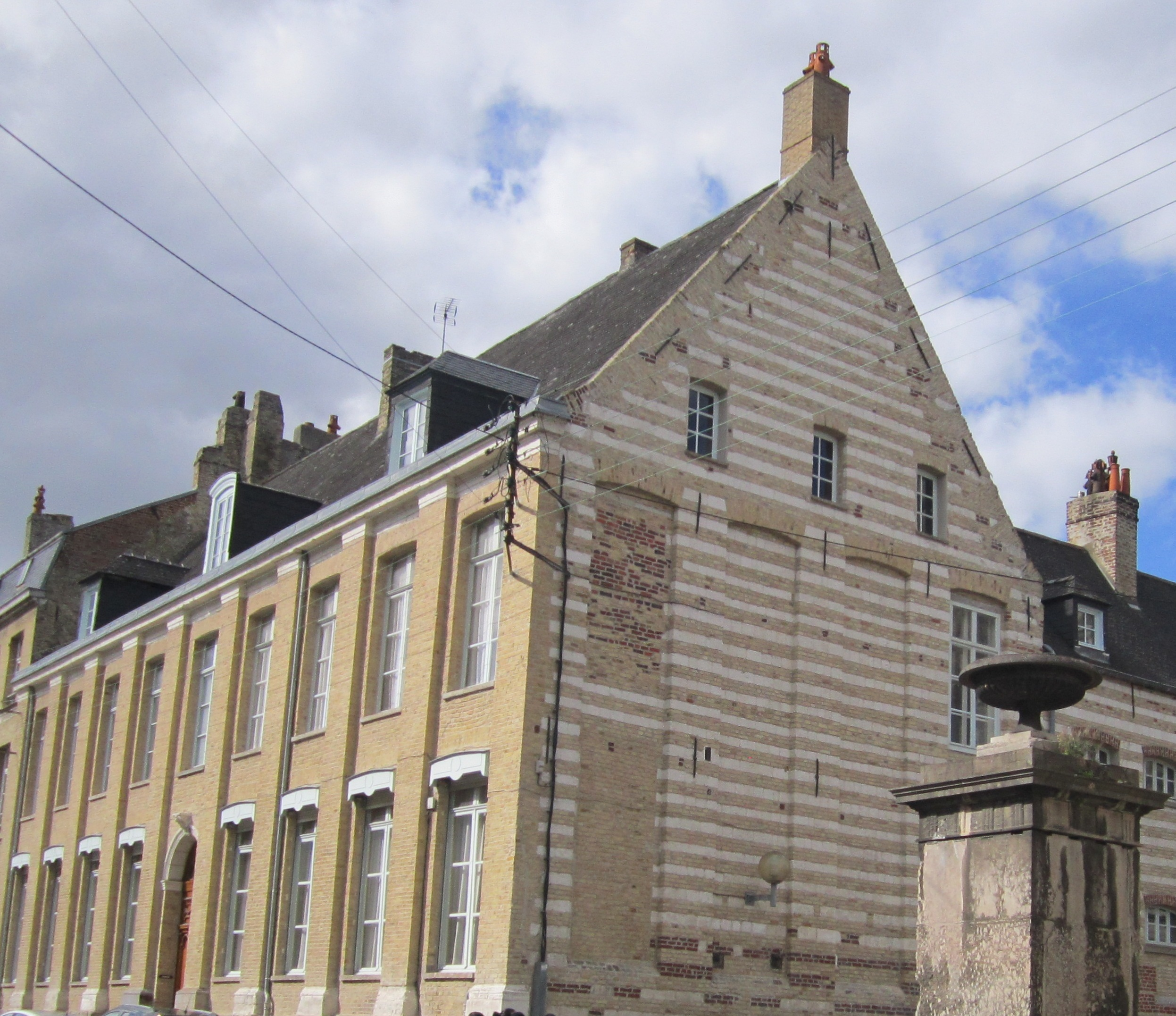
贝尔格宫
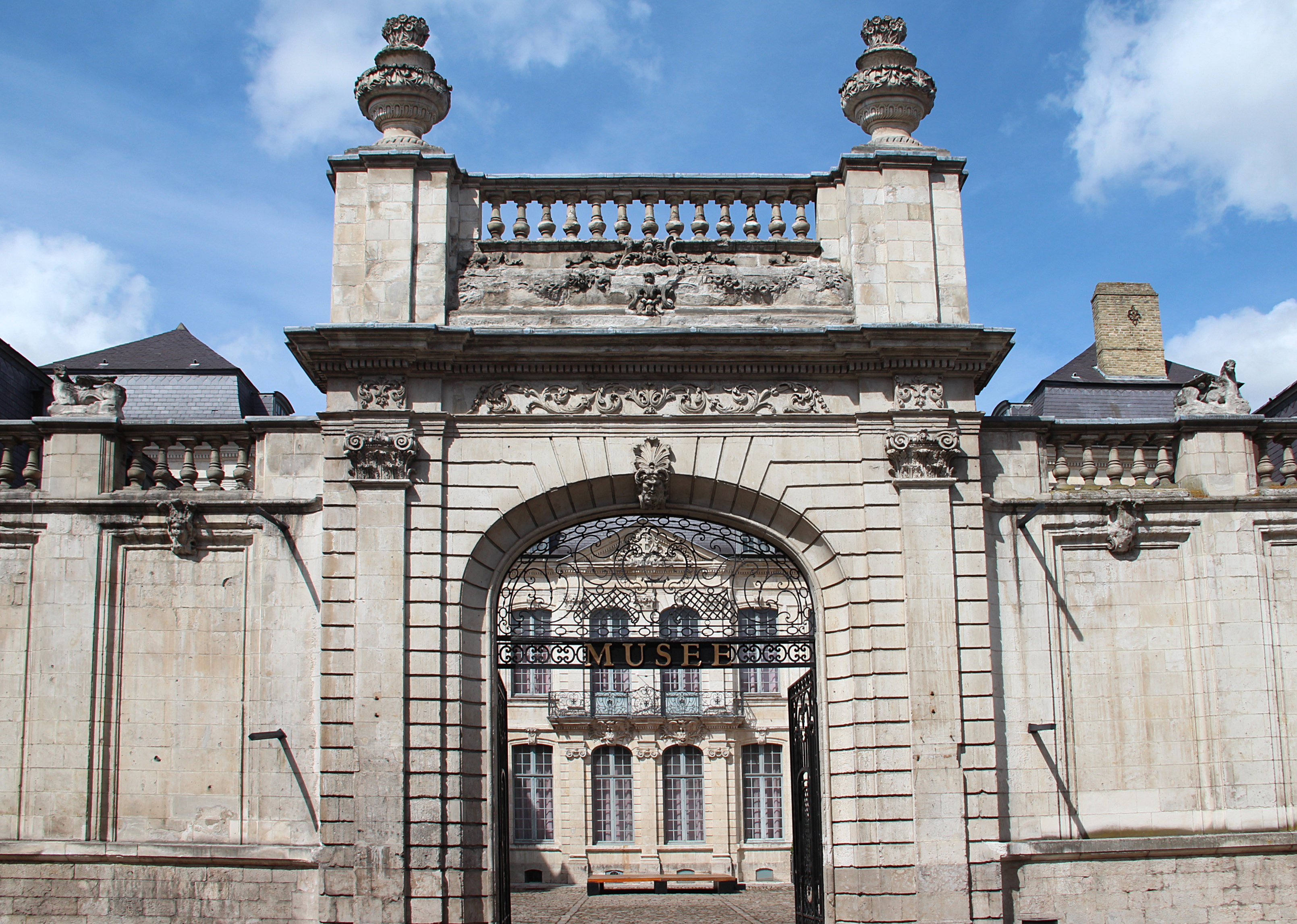
桑德兰宫博物馆（法语：Musée de l'hôtel Sandelin）
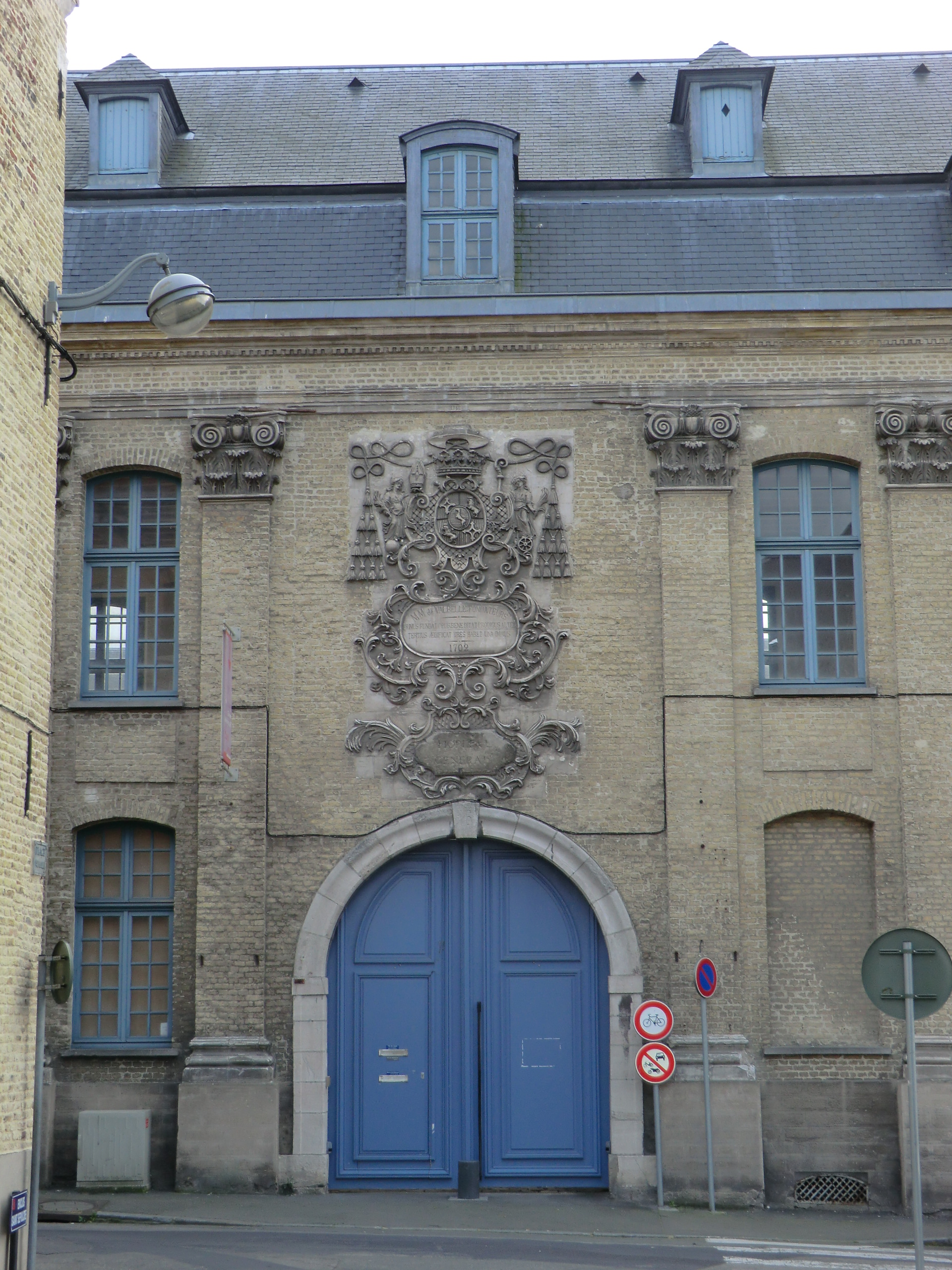
神学院（法语：Hôpital général de Saint-Omer）
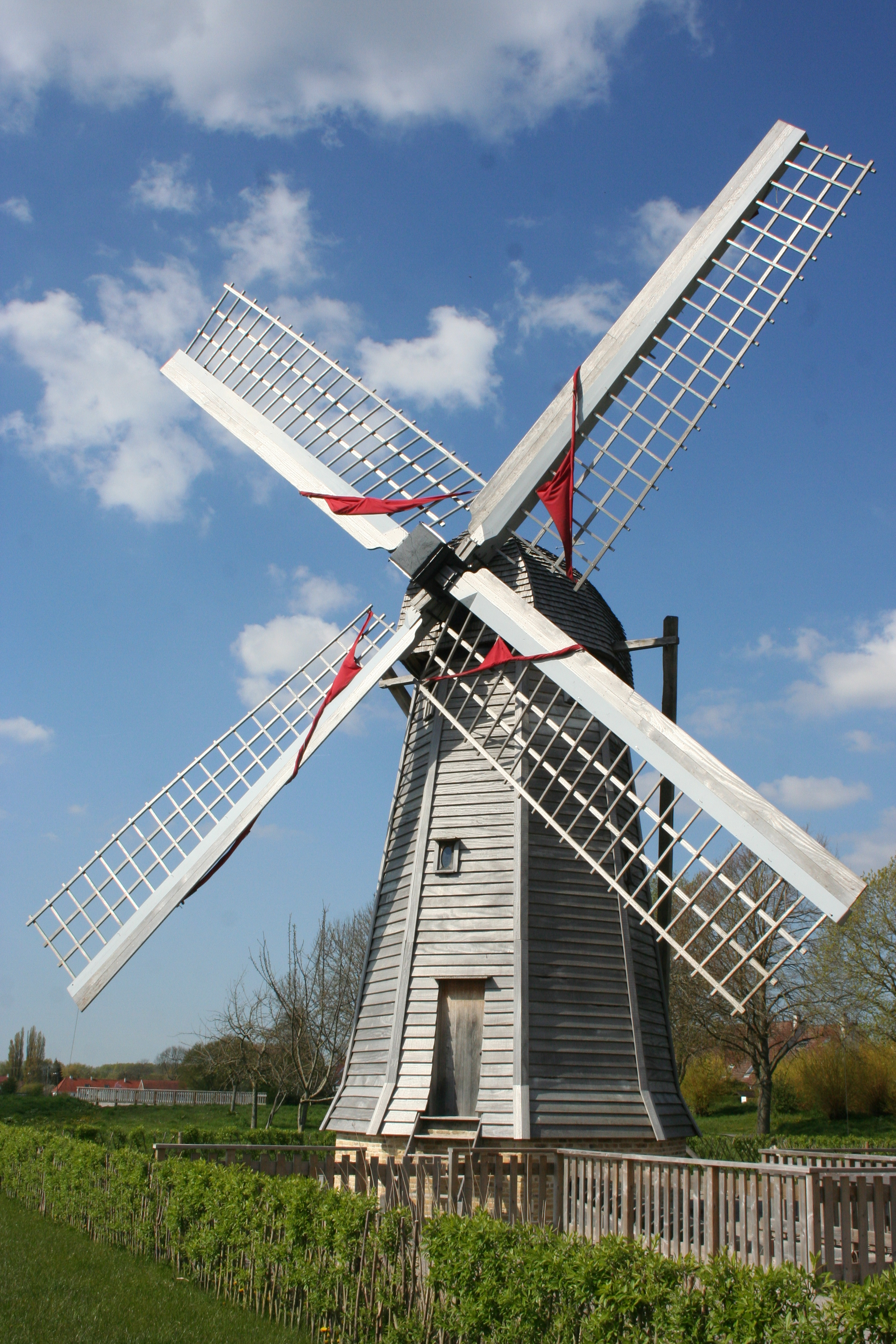
风车磨坊

### 旅游
圣奥梅尔的旅游事务由其所属的圣奥梅尔地区城市圈公共社区负责。2021年，圣奥梅尔境内共有6家酒店共计256间房间。

### 媒体
法国主要的媒体均可在圣奥梅尔接收，法国电视三台下属的上法兰西大区频道在部分时段播出圣奥梅尔所属区域的地方新闻。

## 相关人物
法国数学家约瑟夫·刘维尔出生于圣奥梅尔。

## 友好城市
截至2022年3月，圣奥梅尔共与四座城市互为友好城市关系：
- 英格兰 迪尔
- 德国 代特莫尔德
- 比利时 伊普尔
- 波蘭 扎甘